# Хусейн Суфи
Хусейн (Хусайн) Суфи (умер в 1372, Ургенч) — правитель Хорезма в 1359-1372 гг. Происходил из тюркизированного племени кунграт, по сведениям Муин ад-Дину Натанзи — сын золотоодынского эмира Нангадая, династия Суфи.

## Происхождение
По мнению Б.А. Ахмедова Нангадай принадлежал к дому Кутлуг-Тимура беклярбека Узбек-хана. Кутлуг-Тимур правил Хорезмом при Узбек-хане, а после смерти Кутлуг-Тимура его место занял Нангадай, который был убит в Сарае в 1361 году Кельдибеком. Основатель династии Кунгратов-Суфи Хусейн Суфи был женат Шакар-ханум на дочери хана Золотой Орды Узбека-хана.

## Восстановление независимости Хорезма
В 1359 году Хорезм стал независимым в системе золотоордынского ханства. Особую роль в его развитии в первой половине XIV века сыграли местный правитель Кутлуг-Тимур и его жена Торебек-Ханым. Хусейн Суфи - основатель кунгратской династии правителей Хорезма, которые добились независимости от Золотой Орды. Слово Суфи означает мистик – последователь определённой  религиозной секты мусульман. 
У Хусейна Суфи было два брата Юсуф Суфи, Ак Суфи. Ак Суфи был женат на дочери золотоордынского хана Узбек-хана.

## Монеты Кунгратов-суфи
Хусейн Суфи выпускал анонимные динары. Титулы и имена золотоордынских ханов были заменены мусульманскими изречениями, символом веры, применявшиеся на серебряных монетах Хорезма ещё в 80-х гг. XIII в.: «Власть принадлежит богу, единому, всемогущему», «Нет бога кроме Аллаха, Мухаммад посланник Аллаха». В сегментах были имена 4 праведных халифов. Была также надпись Чеканена эта монета в Хорезме

## Борьба с Тимуром
В 1365 году Хусейн Суфи захватил Хиву и южный Хорезм, который тогда входил в состав Чагатайского улуса. Позже возник конфликт с Тимуром из-за этих земель. Династия кунгратов-Суфи с 1372 и до 1388 г. вела борьбу за независимость против Тамерлана. Хусейн Суфи умер в 1372 г. во время осады Ургенча Тимуром и вероятно был похоронен в Мавзолей Тюрабек-ханым. Тимур возвел на престол его брата Юсуф Суфи.